# Шахед, Юсеф
Юсеф Шахед (араб. يوسف الشاهد‎, фр. Youssef Chahed; род. 18 сентября 1975, Тунис, Тунис, Тунис) — тунисский государственный деятель, премьер-министр Туниса с 27 августа 2016 по 27 февраля 2020 года.

## Биография

### Молодые годы и образование
Юсеф Шахед родился 18 сентября 1975 года в Тунисе. Является внуком феминистской активистки Радии Хаддад, ставшей первой женщиной-членом парламента Туниса.
В 1998 году Шахед получил высшее агротехническое образование в Национальном сельскохозяйственном институте Туниса. В 1999 году получил диплом о высшем образовании в области экономики окружающей среды и природных ресурсов Национального агрономического института Париж—Гриньон во Франции, а в 2003 году — докторскую степень в области агроэкономии. В своих учёных работах, он оценил влияние на благосостояние сокращения тарифов на сельскохозяйственную продукцию, применение индекса торговых ограничений в экономике Европейского Союза, написав свою докторскую диссертацию на тему «измерение воздействия либерализации торговли сельскохозяйственной продукцией в области торговли и благосостояния».

### Карьера в науке
С 2003 по 2009 год был профессором экономики сельского хозяйства в Высшем институте сельского хозяйства во Франции, также являясь приглашенным профессором во многих университетах мира, в том числе в Токио и Сан-Паулу. С 2003 по 2015 год в качестве международного эксперта в области сельского хозяйства и сельскохозяйственной политики сотрудничал с международными организациями, такими, как Министерство сельского хозяйства США и Европейская комиссия. Он написал множество научных докладов и статей по вопросам государственной политики в сельском хозяйстве и сельскохозяйственного производства в секторах экономики Туниса. Особо выделяются разработка, оценка и контроль сельскохозяйственных проектов в рамках наращивания потенциала между Тунисом и США. Она. Он также участвовал в реализации многих совместных программ продовольственной безопасности и развития кооперативов в Тунисе в сотрудничестве с международными организациями, такими как Служба инспекции здоровья животных и растений, Управление по санитарному надзору за качеством пищевых продуктов и медикаментов, Агентство США по международному развитию, Кодекс Алиментариус.

### Политическая карьера
После революции 2011 года и свержения президента Бен Али, Шахед вернулся на родину и стал одним из членов-основателей партии «Аль-Кутб». Впоследствии она объединилась с другими малыми партиями в партию «Аль-Джумхури», в которую и вступил Шахед. В 2013 году он был избран членом бюро Исполнительного совета партии «Нидаа-Тунис», управлявшейся сначала президентом Туниса Беджи Каидом Эс-Себси, а потом его сыном Хафедом.
6 февраля 2015 года Шахед был назначен на пост государственного секретаря по вопросам рыбного хозяйства при министре сельского, водного хозяйства и рыболовства Сааде Седдике в правительстве премьер-министра Туниса Хабиба Эссида. После перестановок в том же правительстве, 12 января 2016 года Шахед был назначен на должность министра по делам местного самоуправления. 25 мая, за год до муниципальных выборов, он предложил проект укрупнения муниципальных образований, предусматривающий создание 61 нового муниципалитета и имеющий целью переход к 100 % охвату населения службами городских администраций.

### Пост премьер-министра Туниса
2 июня, спустя 33 дня после начала переговоров по инициативе президента Беджи Каида Эс-Себси, национальные партии и организации одобрили дорожную карту создания правительства национального единства, после чего следующим шагом стало назначение новых министров и премьер-министра. 30 июля члены парламента большинством голосов предъявили вотум недоверия премьер-министру Хабибу Эссиду, критиковавшемуся за неспособность справиться с терроризмом и проблемами в экономике. После 18 месяцев нахождения у власти Эссид подал в отставку, после чего начался 10-дневный процесс консультаций по поиску кандидатуры на пост нового премьер-министра. 1 августа президент предложил кандидатуру Юсефа Шахеда на пост нового главы правительства. После встречи с лидерами политических партий в Карфагенском дворце, 3 августа Каид Эс-Себси назначил Шахеда на должность премьер-министра и поручил ему в 30-дневный срок начать формирование нового правительства. Назначение Шахеда повлекло за собой обсуждение оппозицией его близких семейных отношений с Кадом Эс-Себси. Однако, пресс-секретарь президента Моэз Синауи уточнил, что они не является друзьями и всё что их связывает, так это, что «сын президента является братом жены Шахеда». В то же время Шахед отметил, что «стоящие перед нами проблемы огромны: борьба с терроризмом, конечно, но и восстановление тунисской экономики, подорванной годами политической нестабильности».
Спустя более чем 15 дней, 20 августа Шахед представил президенту состав своего правительства, в котором оказалось 40 должностей — 26 министров и 14 государственных секретарей, из которых 8 женщин. 26 августа Шахед со своим правительством предстал перед депутатами парламента, которые спустя 10 часов дебатов вынесли ему вотум доверия. Из 217 членов Собрания народных представителей на заседании присутствовало 197 депутатов, из который 167 законодателей проголосовали «за», 22 «против», а пять воздержались. В своей речи перед депутатами Шахед отметил, что «нам до сих пор не удалось достичь целей революции. Наша молодежь потеряла надежду, уверенность граждан в государстве снизилась. Мы все несем ответственность, все должны принести жертву. Если ничего не изменится к 2017 году, мы должны будем выбрать меры жесткой экономии». При этом, он заручился поддержкой членов партий «Нидаа-Тунис», «Эннахда», «Свободный патриотический союз», «Афек-Тунис».
27 августа Шахед вместе с членами своего правительства был приведен к присяге президентом Туниса на церемонии в президентском дворце «Картадж» в Карфагене. 29 августа состоялась церемония передачи полномочий премьер-министра Туниса от Эссида к Шахеду, которому был вручён план развития страны на период 2016—2020 годов. 31 августа в карфагенском дворце Шахед провёл первое заседание правительства, на котором была обсуждена ситуация в области безопасности, в том числе борьба с терроризмом.
В свои 40 лет Шахед стал седьмым главой правительства за последние шесть последних лет, а также самым молодым премьер-министром в современной истории Туниса с момента обретения независимости от Франции в 1956 году, вследствие чего получил прозвище «тунисский Джастин Трюдо». Шахед считается технократом и специалистом по сельскому хозяйству, но имеет мало политического опыта, при этом являясь союзником президента.

## Личная жизнь
Женат, одна дочь. Владеет арабским, французским, английским и итальянским языками.